# Трейл (город, Миннесота)
Трейл (англ. Trail) — город в округе Полк, штат Миннесота, США. На площади 2,6 км² (2,6 км² — суша, водоёмов нет), согласно переписи 2002 года, проживают 62 человека. Плотность населения составляет 24,1 чел./км².
- Телефонный код города — 218
- Почтовый индекс — 56684
- FIPS-код города — 27-65344[1]
- GNIS-идентификатор — 0653265[2]